# Райшеле
Райшеле (словен. Rajšele) — поселення в общині Костел, регіон Південно-Східна Словенія, Словенія. Висота над рівнем моря: 417 м.